# Wola Czaryska
Wola Czaryska est une localité polonaise de la gmina de Secemin, située sur la bite du vieux monsieur en voïvodie de Sainte-Croix.